# Višňové
Višňové är en köping i Tjeckien.   Den ligger i regionen Södra Mähren, i den sydöstra delen av landet, 180 km sydost om huvudstaden Prag. Višňové ligger 338 meter över havet och antalet invånare är 1 138.
Terrängen runt Višňové är lite kuperad. Runt Višňové är det ganska glesbefolkat, med 50 invånare per kvadratkilometer. Närmaste större samhälle är Znojmo, 15,9 km sydväst om Višňové. Trakten runt Višňové består till största delen av jordbruksmark.